# Attentats du 20 février 1894
Les attentats du 20 février 1894 ou les attentats de la rue Saint-Jacques et du faubourg Saint-Martin sont une série de deux attaques à la bombe menées le 20 février 1894 par le militant anarchiste Désiré Pauwels contre la police et l'État français. Organisées six jours après l'attentat du Café Terminus, les attaques s'inscrivent dans la deuxième partie de l'ère des attentats (1892-1894). Mettant en place un système piégé dans deux chambres d'hôtel où il souhaite envoyer les policiers responsables de l'arrestation de Ravachol, Pauwels tue et blesse respectivement la propriétaire et le policier ouvrant la porte de sa chambre d'hôtel minée rue Saint-Jacques. Le policier se rendant à celle se trouvant dans un hôtel faubourg Saint-Martin survit.
Pauwels parvient à échapper à la police jusqu'à son attentat suivant, l'attentat de la Madeleine, le 15 mars 1894, où il trouve la mort.

## Histoire

### Contexte
Au XIXe siècle, l'anarchisme naît et se constitue en Europe avant de se propager. Les anarchistes défendent la lutte contre toutes formes de domination perçues comme injustes, en premier lieu la domination économique, avec le développement du capitalisme. Ils sont particulièrement opposés à l'État, vu comme l'organisation permettant d'entériner ces dominations au travers de sa police, son armée et sa propagande.
Les anarchistes se radicalisent en réponse à différents événements, surtout la fusillade de Fourmies où l'armée tire sur des manifestants et l'affaire de Clichy, où trois anarchistes sont arrêtés, battus avec des sabres et privés d'eau et de soins pendant un certain temps avant d'être jugés dans un procès très dur. Cette radicalisation mène certains d'entre eux à choisir de s'engager dans une politique de rapport de force avec l'État au travers d'une politique d'attaques terroristes. Après l'attentat du Boulevard Saint-Germain et celui de Clichy (mars 1892), leur principal auteur, Ravachol, est exécuté par les autorités. Cette situation radicalise le militant anarchiste Émile Henry, qui commence ensuite une série d'attentats, comme l'attentat de Carmaux-Bons Enfants (novembre 1892). Réfugié au Royaume-Uni, Henry revient à Paris au début de l'année 1894, où il effectue l'attentat du Café Terminus, le 12 février 1894.

### Prémices et attentats
Désiré Pauwels est un militant anarchiste proche d'Henry. Déjà engagé dans l'activisme anarchiste depuis au moins 1885, où il fonde le groupe « Jeunesse anarchiste de Saint-Denis », Pauwels rencontre plusieurs autres anarchistes dans les cercles qu'il fréquente, comme Auguste Vaillant ou Sébastien Faure - avec qui il entre en conflit plus tard. Le militant confectionne déjà des bombes à cette époque et parvient à échapper à la surveillance de la police française à plusieurs reprises. Réfugié au Luxembourg puis exclu du pays, il revient à Paris en 1892. Pauwels possède alors la réputation d'être un homme violent et « peu modéré » au sein des cercles anarchistes qu'il côtoie.
Quatre heures après l'attentat du Café Terminus, alors qu'il apprend les nouvelles de l'explosion, il se rend peut-être avec les trois autres amis d'Henry : Armand Matha, Ortiz et Millet dans la chambre qu'il occupe. Les militants arrivent à passer au travers du concierge et à emporter assez d'explosifs avec eux pour produire entre douze et quinze bombes. Il se décide à passer à l'action alors que son compagnon, Henry, est en prison en attente de son procès. Dès le 12 février 1894 au soir, le même jour que l'attentat du Café Terminus, Pauwels prend une chambre à l'hôtel des Carmes en se faisant passer pour un voyageur en provenance de Barcelone, ce qu'il fait en parlant espagnol avec un employé. Il amène avec lui des bagages contenant sans doute les explosifs lui servant à confectionner les bombes.
Le 20 février 1894, huit jours plus tard, Pauwels se rend dans deux hôtels « encore plus miteux », l'hôtel Calabresi situé au 69 rue Saint-Jacques, l'autre au 47 faubourg Saint-Martin. Il dispose des bombes dans les deux chambres qu'il y loue ; destinées à exploser dès que les portes seraient ouvertes. Le militant fait ensuite passer deux notes à deux commissariats différents en se présentant comme un certain Étienne Rabardy - en réalité l'identité d'un de ses collèges dont il a volé les papiers - et en annonçant son désir de se suicider. Dans ces notes, il demande aux deux policiers responsable de l'arrestation de Ravachol de venir le voir,,. Les demandes ne sont pas suivies et la police préfère envoyer des policiers pour évaluer ce qu'il se passe.
Rue Saint-Jacques, le policier détaché pour aller voir ce dont il s'agit ouvre la porte avec un des concierges de l'hôtel,. La bombe explose en les blessant tous deux. Si cette première bombe ne cause pas de dégâts matériels importants, elle blesse gravement la propriétaire de l'hôtel, Madame Calabresi,.
Dans l'autre hôtel, le policier parvient à ouvrir la porte sans que la bombe n'explose. Après analyses de cette deuxième bombe, il semble qu'un engin explosif de nature similaire soit déposé dans une banque quelques jours plus tôt, bien qu'il ne soit pas certain qu'il s'agisse de Pauwels.

### Suites
Le propriétaire de l'hôtel Calabresi reçoit une visite du ministre de l'Intérieur, David Raynal, les jours qui suivent l'attaque, et il en est très satisfait,.
Pauwels parvient à échapper à la police jusqu'à son attentat suivant, l'attentat de la Madeleine, le 15 mars 1894, où il trouve la mort. Henry, qui est en prison, pense dans un premier temps qu'il s'agit de Théodule Meunier, mais Pauwels est reconnu à la morgue par son beau-père, qui refuse de prendre son corps. Henry est condamné à mort et guillotiné.
Pendant ce temps, un militant anarchiste se rend à la police à Béziers en déclarant se nommer Rabardy, être un ami intime de Henry et l'auteur des attentats, mais il est rapidement mis hors de cause,.